# Carlia bomberai
Carlia bomberai — вид сцинкоподібних ящірок родини сцинкових (Scincidae). Ендемік Індонезії.

## Поширення і екологія
Carlia bomberai є ендеміками півострова Бомберай на заході Нової Гвінеї. Вони живуть на сонячних галявинах у вологих тропічних лісах і рідколіссях, в лісистих саванах і садах, серед опалого листя.